# Епархия Оиты
 Епархия Оиты  (лат. Dioecesis Oitaensis) — епархия Римско-Католической церкви с центром в городе Оита, Япония. Епархия Оиты входит в митрополию Нагасаки. Кафедральным собором епархии Оиты является церковь святого Франциска Ксаверия.

## История
27 марта 1928 года Римский папа Пий XI издал бреве "Supremi apostolatus", которым учредил миссию Sui iuris Миядзаки, выделив её из епархии Фукуоки. 
28 января 1935 года Римский папа Пий XI выпустил буллу "Ad potioris dignitatis", которой преобразовал миссию sui uiris Мидзаяки в апостольскую префектуру. Dj время Второй мировой войны апостольским администратором префектуры был священник Франциск Ксаверий Ититаро Идэгути.
22 декабря 1961 года Римский папа Иоанн XXIII издал буллу "Quae universo", которой преобразовал апостольскую префектуру Мидзаяки в епархию Оиты.

## Ординарии епархии
- священник Винченцо Чиматти SDB[1] (1928 — 21.11.1940);
  - священник Франциск Ксаверий Ититаро Идэгути (1940 — 18.11.1945) — апостольский администратор;
  - епископ Доминик Сэнюмон Фукахори (18.11.1945 — 22.12.1961) — апостольский администратор;
- епископ Пётр Сабуро Хирата (22.12.1961 — 15.11.1969) — назначен епископом Фукуоки;
- епископ Пётр Такааки Хираяма (15.11.1969 — 10.05.2000);
- епископ Доминик Рёдзи Мияхара (10.05.2000 — 19.03.2008) — назначен епископом Фукуоки;
  - вакансия;
- Павел Суэо Хамагути (25.03.2011 — 28.12.2020).

## Источник
- Annuario Pontificio, Libreria Editrice Vaticana, Città del Vaticano, 2003, ISBN 88-209-7422-3
- Бреве Supremi apostolatus, AAS 20 (1928), стр. 220]  (лат.)
- Булла Ad potioris dignitatis, AAS 27 (1935), стр. 425  (лат.)
- Булла Quae universo, AAS 54 (1962), p. 837  (лат.)